# Lokalbanen
Lokalbanen A/S var et dansk jernbaneoperatør, der fra maj 2002 drev og vedligeholdt privatbanerne i Hovedstadsregionen. Selskabet fusionerede med Regionstog til Lokaltog 1. juli 2015.

## Generelt
Strækningerne omfattede:
- Hillerød – Frederiksværk – Hundested (HFHJ)
- Hillerød – Kagerup – Gilleleje /- Tisvildeleje (GDS)
- Hillerød – Fredensborg – Snekkersten – (Helsingør) (Lille Nord)(tidligere DSB og Banedanmark) – Snekkersten – Helsingør ejes af Banedanmark, men alle tog fortsætter til og fra Helsingør.
- Helsingør – Hornbæk – Gilleleje (HHGB)
- Jægersborg – Nærum (LNJ)

Indtil 1. januar 2009 indgik også 
- Køge – Hårlev – Rødvig /- Faxe Ladeplads (ØSJS), der efterfølgende indgik i Regionstog.

Selskabet ejedes af Trafikselskabet Movia med 85,6 % og øvrige aktionærer med 14,4 %.
Banerne – infrastrukturen – ejedes af datterselskabet Hovedstadens Lokalbaner A/S, hvor Lokalbanen A/S ejede 60,2%.
Lokalbanen A/S havde hovedkontor i Hillerød, hvor alle administrative medarbejdere arbejdede. Værkstedsanlæg til de 25 togsæt Lint 41 ligger også i Hillerød.

## Togsæt

### Lint 41
På strækningerne Frederiksværkbanen, Gribskov- og Hornbækbanen og Lille Nord kører 25 togsæt af typen Lint 41, der er bygget i Tyskland af det franske firma Alstom. De blev sat ind på de nordsjællandske strækninger i 2006-2007.
Fakta om Lint 41:
- Levering: 2006/2007
- Antal togsæt: 25 sæt
- Toglængde: 41.81 m
- Max. toglængde: 3 sæt
- Antal siddepladser: 129
- Motoreffekt: 2 x 315 kW
- Max. hastighed: 120 km/h
- Max. hastighed på Lokalbanen: 100 km/h

### RegioSprinter
På "Nærumbanen" kører nu fire togsæt af typen RegioSprinter. Fem togsæt blev sat ind på strækningen i 1999, men et blev kort efter totalskadet ved kollision med Y-tog.
Fakta om RegioSprinter:
- Levering: 1999
- Antal togsæt: 5
- Toglængde: 24,8 m
- Max. toglængde: 3 sæt[3]
- Antal siddepladser: 67
- Motoreffekt: 2 x 228 kW
- Max. hastighed: 120 km/t
- Max. hastighed på LokalTog: 75 km/t